# Alexander Kronrod
Aleksandr Semenovich Kronrod (em russo:  Алекса́ндр Семёнович Кронро́д; Moscou, 22 de outubro de 1921 — Moscou, 6 de outubro de 1986) foi um matemático e cientista da computação soviético.